# Sultanahmet

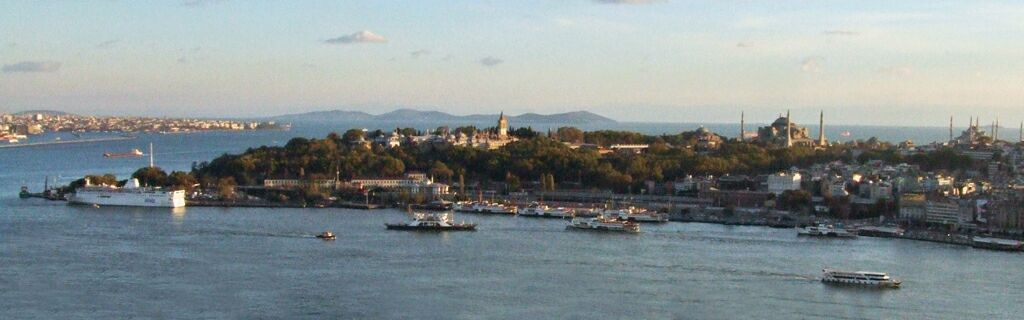
De Gouden Hoorn met Sultanahmed

Sultanahmet is een wijk in het stadsdeel Eminönü van de Turkse stad Istanboel. Het is het meest toeristische gedeelte van de stad.
De wijk Sultanahmet, genoemd naar sultan Ahmed I, ligt in het oudste gedeelte van de stad en bevat een aantal bekende bezienswaardigheden, zoals het Topkapi-paleis, de Sultan Ahmetmoskee, de Hagia Sophia, de Hagia Irene, het Hippodroom, de Basilica Cisterne en veel mausoleums van sultans, hun familieleden en andere belangrijke bestuurders uit het Ottomaanse rijk. Ook vindt men er veel hotels en restaurants.
De wijk wordt grotendeels omringd door water, in het zuiden door de Zee van Marmara, in het noorden door de Gouden Hoorn en de Bosporus.